# 華頂宮

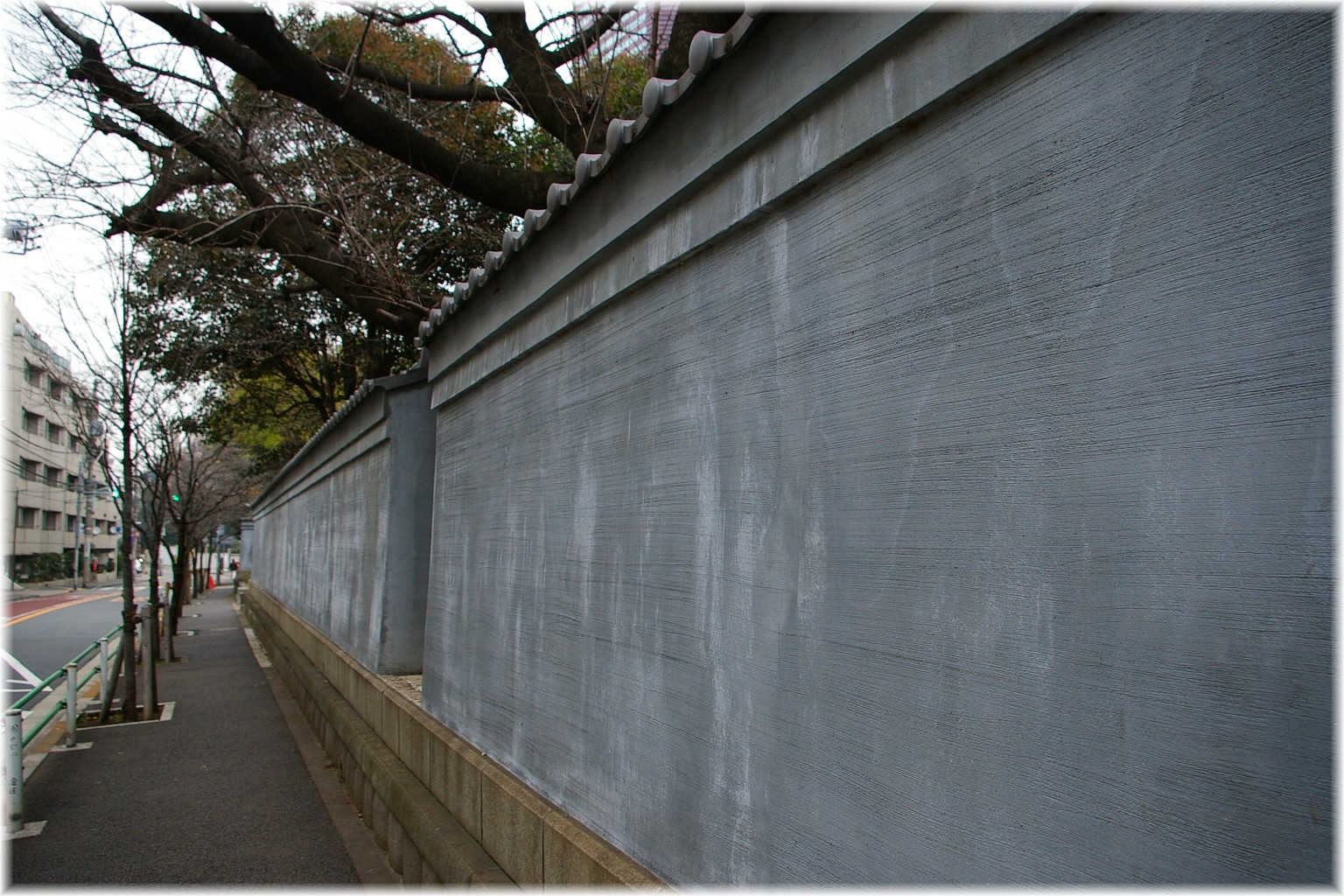
華頂宮邸遺址
（只存外壁）

華頂宮（日语：／ Kachō-no-miya），是伏見宮邦家親王第十二子博經親王在慶應4年（1868年）創設的宮家。

## 概要
1924年（大正13年）斷絕，由華頂侯爵家負責祭祀及承繼。
府邸位於現東京都港區三田四丁目16番20號，現為兒童公園（龜塚公園）。

## 歷代當主
- 華頂宮博經親王

第一代當主博經親王在嘉永4年（1851年）出生，被孝明天皇當為養子並親王宣下。後來曾一度進入知恩院出家，稱尊秀入道親王。明治維新後還俗，以知恩院的山號華頂山作為宮號，創設華頂宮。明治三年（1870年）到美國安那波利斯美國海軍學院留學，至明治六年（1873年）回國。明治九年（1876年）任命為海軍少將，同年去世，年26歲。
- 華頂宮博厚親王

第二代當主博厚親王在明治八年（1875年）出生，最初封為王。根據明治元年制定皇族範圍，他本應該需賜姓並臣籍降下，但由於博厚王當時僅6歲，臣籍降下後的生活後十分悲慘，同時其他皇族也為他的情況寫下請願書，最後明治天皇特旨保留其皇族身分，後來明治天皇更收養他為養子及親王宣下。不過，博厚親王十分短命，在明治十六年（1883年）以8歲之齡去世。
- 華頂宮博恭王

第三代當主博恭王是伏見宮貞愛親王的長子，初名愛賢。由於他是貞愛親王的庶子，伏見宮宗家有嫡子而無權繼承伏見宮，湊巧適逢博厚親王夭折，他被指定去繼承華頂宮。後來，伏見宮家原定繼承的邦芳王健康狀況不佳，他在明治三十七年（1904年）以長子名義復歸伏見宮。他在1923年父親逝世後成為第23代伏見宮，昭和二十一年（1946年）以70歲之齡去世。
- 華頂宮博忠王

博恭王復籍伏見宮後，其長子博義王同時復籍伏見宮，因此明治三十七年政府勅命以博恭王次子博忠王入繼華頂宮家，是為第四代當主。博忠王在海軍兵學校畢業後成為海軍中尉，大正十三年（1924年）去世。由於博忠王無子女，故華頂宮家斷絕。

## 華頂侯爵家
伏見宮博信王（伏見宮博恭王第三子，華頂宮博忠王弟）在大正十五年（1926年）12月7日滿20歲並擔任海軍少尉時臣籍降下，創設華頂侯爵家，同時繼承了華頂宮家的祭祀。
華頂侯爵舊邸在鎌倉市，1996年鎌倉市政府取得華頂宮邸，並開放庭園一部分供市民參觀。

## 外部連結
- 鎌倉市／旧華頂宮邸 （页面存档备份，存于）